# Buthier d'Ollomont
Il Buthier d'Ollomont (pron. fr. AFI: [bytje dɔlɔmɔ̃]) è un torrente della Valle d'Aosta. È affluente di destra orografica del torrente Buthier e sub-affluente della Dora Baltea.

## Toponimo
Prende il nome dall'omonima località.

## Percorso
Il torrente assume la denominazione a partire dalla confluenza dei torrenti de By e des Eaux-Blanches, percorre in tutta la sua lunghezza il vallone di Ollomont e si getta nel torrente Buthier a quota 925 m s.l.m. nei pressi del capoluogo di Valpelline.
A fondo valle, forma un bacino artificiale che alimenta la centrale idroelettrica di Valpelline.